# Баганис
Баганис (арм. Բաղանիս) — село на севере Тавушской области Армении в долине реки Баганис.
Главой сельской общины является Нарек Саакян.

## География
Село расположено на хребте Воскепар на высоте 850 м над уровнем моря, в 190 км от столицы, в 32 км к северо-востоку от областного центра — Иджевана, в 18 км от города Ноемберяна. Поблизости находится село Воскеван, чуть далее — село Джуджеван.

## История
Согласно сообщению пресс-службы МО Армении, 10 апреля 2013 г. на приграничных позициях в районе села Баганис азербайджанские военнослужащие в количестве до одного отделения (человек 10) «в неадекватном состоянии» приблизились к армянским позициям. По словам пресс-службы, армянские военнослужащие «с целью предупреждения агрессии» открыли огонь, в результате которого противник мог понести потери.[значимость факта?]

## Население
Часть жителей деревни являются потомками поселившихся здесь выходцев из Арцаха.
| Год         | 1831 | 1897 | 1926 | 1939 | 1959 | 1970 | 1979 | 1989 | 2001 | 2004 | 2008 |
| ----------- | ---- | ---- | ---- | ---- | ---- | ---- | ---- | ---- | ---- | ---- | ---- |
| Численность | 134  | 475  | 495  | 699  | 687  | 855  | 873  | 967  | 871  | 785  | 766  |

Предположительно, в 2015 году численность населения составляла порядка 250—300 человек.

## Язык
Жители Баганиса (как и всей Тавушской области) говорят на карабахском (арцахском) диалекте армянского языка с элементами иджеванского (основным населением Тавуша являются выходцы из Арцаха в XVIII в.). Этот диалект характеризуется перестановкой ударения с последнего слога на предпоследний.

## Экономика
Местное население занимается скотоводством, полевыми работами, садоводством, выращиванием табака и овощей.

## Достопримечательности
В селе есть минеральные источники. Сохранилась деревянная церковь XII—XIII веков, а также крепость Баганис Хай (арм. Բաղանիս Հայ) II—I тыс. до н. э.
Рядом с Баганисом расположена церковь IV века и поминальный памятник (XIII в.).